# Темиле, Франк
Франк Темиле (англ. Frank Temile; 15 июля 1990, Лагос, Нигерия) — нигерийский футболист, полузащитник клуба «Свийи Юнайтед».

## Биография

### Клубная карьера
Начинал заниматься футболом в Лагосе в команде «Саншайн Старз». Затем в Нигерии выступал за «Шутинг Старз».
На Мальту переехал в сентябре 2006 года. Выступал сначала за юношескую команду ФК «Валлетта». В основном составе дебютировал 4 ноября 2007 года в матче «Валлетта» — «Слима Уондерерс» (2:1). По отзывам мальтийских специалистов, именно хорошая игра Франка Темиле во многом позволила «Валлетте» стать чемпионом Мальты в сезоне 2007/08, впервые за семь лет. Темиле играл в «Валлетте» под номером 14.
По итогам сезона 2007/08 был признан лучшим в чемпионате Мальты в трёх номинациях: как лучший форвард, лучший легионер, самый перспективный молодой игрок. Как говорит сам Франк, большая заслуга в этих наградах главного тренера «Валлетты» Пола Заммита, который постоянно поддерживал Темилле — даже в тот период времени на старте сезона, когда он не мог играть.
С «Динамо» (Киев) Темиле подписал пятилетний контракт 6 июля 2008 года. В «Динамо» играл за молодёжную команду. По состоянию на 5 декабря 2008 года в молодёжном первенстве за «Динамо» Темиле провёл 13 матчей, забил 3 мяча. Кроме «Динамо», Темиле мог оказаться в некоторых немецких клубах, а также в норвежском «Русенборге». Его агентом является Генри Экезие. Дебютировал за основной состав киевлян Темиле 23 мая 2009 года в матче Премьер-лиги Украины против клуба «Львов». В составе дубля Динамо дважды становился победителем молодёжного чемпионата Украины в сезоне 2008/09 и 2009/10.
В августе 2011 года перешёл на правах аренды в «Александрию». В составе «Александрии» провёл всего 1 матч в чемпионате Украины, 18 сентября 2011 года в выездном матче против киевского «Арсенала» (0:0), Темиле вышел на 61 минуте вместо Таофика Салхи. Сезон 2012/13 провёл в «Динамо-2» в Первой лиге Украины и провёл 26 матчей и забил 3 мяча.
В июле 2013 года на правах свободного агента подписал контракт с мальтийской «Биркиркарой» из одноимённого города. В команде взял 14 номер. В июле 2013 года провёл 2 матча во втором квалификационном раунде Лиги чемпионов против словенского «Марибора». «Биркиркара» уступила по итогам двух встреч со счётом (0:2). 7 сентября 2013 года в матче за Суперкубок Мальты против «Хибернианса» (3:2), Темиле забил второй гол в игре на 34 минуте.

### Карьера в сборной
Выступал за сборную Нигерии для игроков до 17 лет. В составе молодёжной сборной Нигерии до 20 лет провёл 3 матча.

## Достижения

### Командные
- Чемпион Мальты (1): 2007/08
- Обладатель Суперкубок Мальты (1): 2013
- Серебряный призёр молодёжного чемпионата Украины (2): 2008/09, 2009/10

### Личные
- Лучший нападающий чемпионата Мальты (1): 2007/08
- Лучший легионер чемпионата Мальты (1): 2007/08
- Самый перспективный молодой игрок чемпионата Мальты (1): 2007/08

## Личная жизнь
Темиле — сирота. Его мать умерла, когда ему было 3 года, а отца он потерял в 11-летнем возрасте. В 16-летнем возрасте Темиле отправился на Мальту, где был принят семьей Гаучи.
Его дядя — Клемент Темиле — играл за сборную Нигерии и является отцом игрока сборной Израиля Тото Тамуза. Его брат Омониго Темиле.